# Bandera nacional

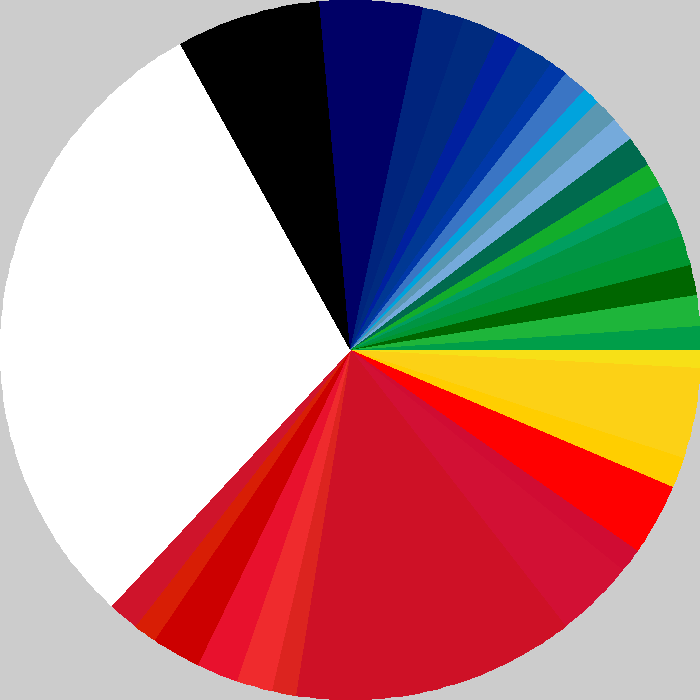
Utilització dels colors en les banderes nacionals del món. El blanc i el roig són els colors més emprats.

La bandera nacional indica nacionalitat i representa un país. És un dels símbols més importants que té una nació. La bandera nacional serveix per representar el país a l'estranger, però també com a representació dels ciutadans o el govern, en el seu país.
Quan la bandera nacional s'usa en la mar, es denomina pavelló nacional o, en l'ús militar, ensenya. Hi ha tres categories de banderes nacionals, segons l'ús:
- Bandera civil. Versió que poden usar tots els ciutadans.
- Bandera de guerra. Versió que han d'utilitzar les forces armades
- Bandera institucional. Versió que han d'usar el govern i les seves administracions.

## Història
Les banderes nacionals més antigues i amb continuïtat d'ús sorgeixen com a símbol reial i daten de l'edat mitjana; entre aquestes hi ha la de la Corona d'Aragó, la de Dinamarca i la d'Anglaterra; i en aquestes casos hi ha documentació abundosa de llur ús com a identificació civil col·lectiva durant segles. Ara bé: la generalització de les banderes com a signe d'identificació col·lectiva definitivament desvinculat de l'estendard personal d'un rei, senyor o llinatge, és un fenomen relativament recent que obeeix al desenvolupament del nacionalisme contemporani. Pel que fa a l'adopció oficial de banderes com a símbol d'Estat, es relaciona estretament amb la necessitat d'identificar els vaixells sobre la mar: de fet, les banderes estatals més antigues daten solament del segle xviii i es van prendre de companyies marítimes comercials, com és el cas de les dels Països Baixos i d'Anglaterra.

## Exemples
| Bandera civil de Finlàndia | Bandera institucional de Finlàndia | Bandera de guerra de Finlàndia |
| Bandera civil d'Alemanya   | Bandera Institucional d'Alemanya   | Bandera de guerra d'Alemanya   |
| Bandera civil de Dinamarca | Bandera institucional de Dinamarca | Bandera de guerra de Dinamarca |
| Bandera civil del Perú     | Bandera institucional del Perú     | Bandera de guerra del Perú     |

## Protocol
Quan passa un succés tràgic nacional o mor algú a qui hom vol homenatjar, les banderes nacionals onegen a mig pal en senyal de dol. Si el pal no permet aquest tipus d'hissat, s'ha de col·locar un crespó negre al drap, però mai totes dues coses a la vegada.